# Сибилла Конверсанская
Сибилла Конверсанская (фр. Sibylle de Conversano; ок. 1085 — 1103) — знатная итальянка, дочь графа Конверсано Готфрида Старшего, в браке — герцогиня Нормандии, жена Роберта III Куртгёза.

## Биография
Сибилла была дочерью Готфрида Бриндизи, графа Конверсано и внучатой племянницей Роберта Гвискара. В течение зимы 1096—1097 годов, пока нормандский герцог Роберт Куртгёз находился в Апулии в ожидании транспорта на Восток в рамках Первого крестового похода, он начал переговоры о женитьбе на Сибилле Конверсано. Ордерик Виталий упоминает, что Роберт влюбился в Сибиллу. Хронист хвалит её «по-настоящему хороший характер», а также указывает, что она была наделена многими добродетелями и была мила всем, кто её знал. По возвращении Роберта из крестового похода он женился на Сибилле в Апулии в 1100 году.
Вскоре после возвращения в Нормандию Роберт и Сибилла предприняли паломничество в Мон-Сен-Мишель, чтобы поблагодарить Бога за безопасное возвращение герцога из крестового похода. Хронисты того времени симпатизировали Сибилле, хваля как её красоту и ум. Во время отсутствия Роберта Роберт де Ториньи отмечал, что Сибилла правила Нормандией лучше, чем сам герцог.
25 октября 1102 года в герцогской семье родился сын. Он был назван Вильгельмом в честь архиепископа Руана Гийома Бона-Анима, который председательствовал на его крещении. Вильям Мальмсберийский предположил, что он был назван в честь своего деда, Вильгельма Завоевателя. 18 марта 1103 года
, менее чем через шесть месяцев после рождения её единственного ребёнка, Сибилла умерла в Руане и была похоронена, на фоне всеобщей печали, в соборной церкви, архиепископ Гийом Бона-Анима руководил похоронным обрядом. Вильям Мальмсберийский утверждал, что она умерла в результате слишком плотно утягивания груди, полагавшегося в то время по этикету, в то время как Роберт де Ториньи и Ордерик Виталий предположили, что она была убита группой дворянок во главе с любовницей мужа, Агнес де Рибемон.
.

## Семья
Роберт Куртгёз и Сибилла имели одного сына:
- Вильгельм Клитон, (1102—1128), граф Фландрии[1].

## Легенда о Роберте и Сибилле

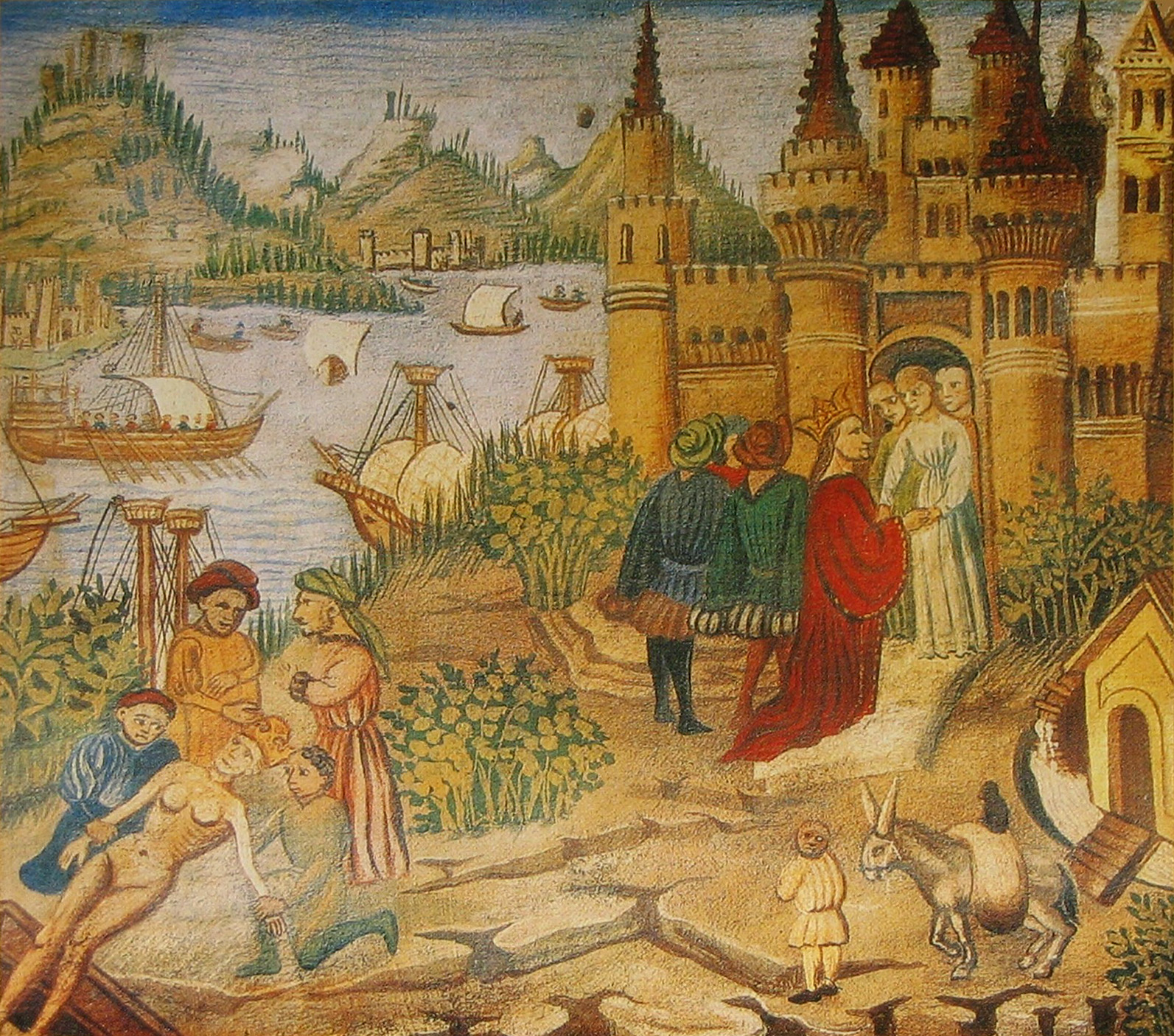
Миниатюра с Робертом и Сибиллой, Канон врачебной науки

Известная легенда о Роберте и Сибилле гласит: Роберт во время крестового похода был поражен отравленной стрелой. Так как его состояние вызывало серьезные опасения, по пути в Англию он остановился в Салерно обратился к врачам, которые сказали ему: единственный способ спасти его жизнь — отсосать яд из раны, но сделавший это умер бы на месте. Роберт отверг всех готовых пойти на это, предпочитая умереть, но ночью его жена Сибилла отсосала яд, готовая умереть за любимого супруга. Эта легенда нашла отражение в миниатюре на обложке Канона Авиценны, где можно увидеть Роберта со свитой, который у ворот города благодарит врачей, на фоне — готовые к отплытию корабли; слева, в окружении врачей, лежит Сибилла, увенчанная короной и угасающая от действия яда.